# 5àsec
5àsec est une société de nettoyage des vêtements et textiles pour les particuliers.

## Historique

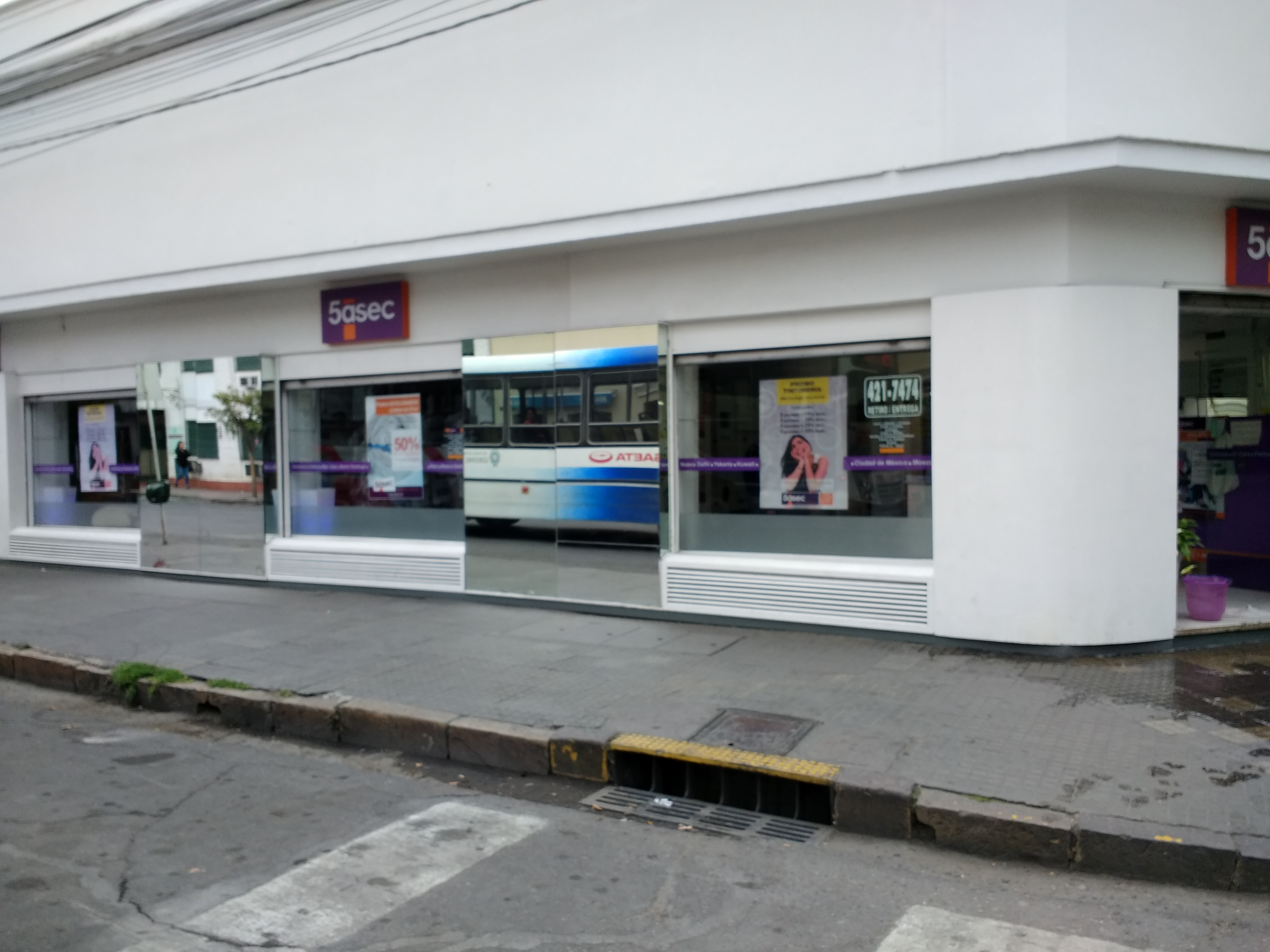
Un magasin 5àsec à Salta, Argentine.

Fondé à Marseille en 1968, Le nom « 5àsec » provient des cinq niveaux de tarification existants.
Le modèle alors défendu par 5àsec est inédit pour l’époque. Alors que le marché est aux mains d'usiniers qui exploitent des réseaux de dépôts et de points froids (magasins sans machines) avec une production centralisée, 5àsec développe la production dans le point de vente. Une autre légende dit que cela viendrait de l'expression française "en cinq sec".
5àsec grandit rapidement par le biais de la franchise et atteint en une quinzaine d'années le nombre de 580 magasins, ce qui en fait à cette époque l'un des premiers réseaux de franchise.
Dès les années 1970, 5àsec commence son déploiement international, par le biais de master-franchisés dans les pays francophones limitrophes : Belgique, Luxembourg et Suisse.
Dans les années 1990, 5àsec voit son développement international s'accélérer : Portugal, Espagne, Argentine, Brésil.
En 1998, 5àsec est rachetée par Spef et BNP Paribas et ses cadres en MBO,. Trois ans plus tard, un deuxième MBO est réalisé avec European Acquisition Capital (EAC).
Durant les années 2000, le Groupe acquiert des franchisés et des master-franchisés notamment dans les pays d’Europe centrale et orientale. Le nombre de magasins sous enseigne 5àsec double.
En 2007, l'entreprise est achetée par Milestone Capital (valorisation de 100 millions d'euros).
En 2009, David Sztabholz prend la tête du Groupe et promeut le développement de 5àsec sur les marchés en croissance, avec des acquisitions de master-franchises au Brésil (2010) et des implantations en Inde (2010), en Égypte (2011) ou encore en Colombie (2011).
En 2017, Bridgepoint achète 5àsec pour 50 millions d'euros,.
En 2020, 5àsec est placée en redressement judiciaire. Brigdepoint revend ses actions pour un euro à LGT Capital Partners, le principal créancier de l'entreprise.

## Activités
5àsec compte près de deux mille magasins au début de 2012 et près de 7 000 collaborateurs et accueille plus de 120 000 clients par jour dans le monde,.
5àsec réalise 80 millions d'euros de chiffre d'affaires en 2019.

## Identité visuelle

### Identités visuelles

Logo de 5àsec de 2011 à 2025.
Logo de 5àsec depuis 2025.